# Тулуковская волость
Тулуко́вская (позднее Рожно́вская) волость — административно-территориальная единица в составе Суражского (с 1921 — Клинцовского) уезда.
Административный центр — село Тулуковщина, позднее село Рожны.

## История
Волость образована в ходе реформы 1861 года.
В начале XX века волостной центр был перенесён в село Рожны, в связи с чем волость стала называться Рожновской.
В ходе укрупнения волостей, в середине 1920-х годов Рожновская волость была упразднена, а её территория включена в состав Клинцовской волости.
Ныне территория бывшей Тулуковской (Рожновской) волости входит в состав Клинцовского района Брянской области.

## Административное деление
В 1919 году в состав Рожновской волости входили следующие сельсоветы: Андреевский, Воловский, Гутокорецкий, Займищенский, Руднеголубовский, Кузнецкий, Лопатенский, Петровослободский, Почетухский, Рожновский 1-й и 2-й, Теремошский, Тулуковщинский, Унечский, Чертовичский.